# Itamaraju
Itamaraju est une municipalité brésilienne de l'État de Bahia et la microrégion de Porto Seguro.

## Personnalités
- Valmir Assunção (1964-), agriculteur, activiste et homme politique, est né à Itamaraju.